# 사건의 지평선 (윤하의 노래)
〈사건의 지평선〉(Event Horizon)은 가수 윤하의 노래이다. 2022년 3월 30일 발매된 윤하의 리패키지 앨범 《END THEORY : Final Edition》의 타이틀곡이다.
또한, 사건의 지평선은 일반 상대성 이론에서 주로 사용하는 말인데, 그래서 그런지 이 노래는 굉장히 철학적인 노래 같다.
<사건의 지평선>은 천문학에서는 블랙홀 주변의 경계를 의미 한다.     이 경계를 넘어가면 아무것도 돌아올 수 없는데 이 용어를 노래 제목에 사용하여 이별의 감정을 표현한 것 같다.

## 가사
생각이 많은 건 말이야
당연히 해야 할 일이야
나에겐 우리가 지금 1순위야
안전한 유리병을 핑계로
바람을 가둬 둔 것 같지만
기억나? 그날의 우리가
잡았던 그 손엔 말이야
설레임보다 커다란 믿음이 담겨서
난 함박웃음을 지었지만
울음이 날 것도 같았어
소중한 건 언제나 두려움이니까
문을 열면 들리던 목소리
너로 인해 변해있던 따뜻한 공기
여전히 자신 없지만 안녕히
저기, 사라진 별의 자리
아스라이 하얀 빛
한동안은 꺼내 볼 수 있을 거야
아낌없이 반짝인 시간은
조금씩 옅어져 가더라도
너와 내 맘에 살아 숨 쉴 테니
여긴, 서로의 끝이 아닌
새로운 길 모퉁이
익숙함에 진심을 속이지 말자
하나 둘 추억이 떠오르면
많이 많이 그리워할 거야
고마웠어요 그래도 이제는
사건의 지평선 너머로
솔직히 두렵기도 하지만
노력은 우리에게 정답이 아니라서
마지막 선물은 산뜻한 안녕
저기, 사라진 별의 자리
아스라이 하얀 빛
한동안은 꺼내 볼 수 있을 거야
아낌없이 반짝인 시간은
조금씩 옅어져 가더라도
너와 내 맘에 살아 숨 쉴 테니
여긴, 서로의 끝이 아닌
새로운 길 모퉁이
익숙함에 진심을 속이지 말자
하나 둘 추억이 떠오르면
많이 많이 그리워할 거야
고마웠어요 그래도 이제는
사건의 지평선 너머로
저기, 사라진 별의 자리
아스라이 하얀 빛
한동안은 꺼내 볼 수 있을 거야
아낌없이 반짝인 시간은
조금씩 옅어져 가더라도
너와 내 맘에 살아 숨 쉴 테니
여긴, 서로의 끝이 아닌
새로운 길 모퉁이
익숙함에 진심을 속이지 말자
하나 둘 추억이 떠오르면
많이 많이 그리워할 거야
고마웠어요 그래도 이제는
사건의 지평선 너머로
사건의 지평선 너머로